# 张家港市冶金工业园
张家港市冶金工业园，是中华人民共和国江苏省苏州市张家港市下辖的一个类似乡级单位。

## 行政区划
下辖以下地区：
张家港市冶金工业园虚拟社区。